# Воєводська дорога 104 (Польща)
Воєводська дорога 104 (пол. Droga wojewódzka) (DW104) — колишня воєводська дорога в Польщі, розташована в північній частині Нижньосілезького воєводства. З'єднала DW292 у Тшесові з DW330 у Лешковіцах. Дорога проходила через 2 повіти: Полковіце і Глогув. Довжина 4,4 км.
Постановою Сеймику Нижньосілезького воєводства від 12 вересня 2019 року дорога була позбавлена категорії провінційної дороги.